# Elmar Beierstettel
Elmar Beierstettel es un deportista alemán que compitió para la RFA en esgrima, especialista en la modalidad de espada. Ganó dos medallas de plata en el Campeonato Mundial de Esgrima en los años 1974 y 1975.

## Palmarés internacional
| Campeonato Mundial | Campeonato Mundial | Campeonato Mundial | Campeonato Mundial |
| Año                | Lugar              | Medalla            | Prueba             |
| ------------------ | ------------------ | ------------------ | ------------------ |
| 1974               | Grenoble (Francia) | Medalla de plata   | Espada por equipos |
| 1975               | Budapest (Hungría) | Medalla de plata   | Espada por equipos |